# Grand Central Murder
Pour les articles homonymes, voir Grand Central.
Pour plus de détails, voir Fiche technique et Distribution.
Grand Central Murder est un film américain de S. Sylvan Simon sorti en 1942, d'après la nouvelle éponyme de Sue MacVeigh (1939).

## Synopsis
Un crime a été commis dans un train, à la gare Grand Central Terminal à New York. La victime est une actrice, Mida King, qui tentait d'échapper à Turk, son ex petit-ami et gangster.
L'inspecteur de police Gunther réunit tous les suspects.

## Fiche technique
- Titre original : Grand Central Murder
- Réalisation : S. Sylvan Simon
- Réalisateur assistant : Hayes Goetz
- Scénariste : Peter Ruric
- Histoire d’après l'œuvre littéraire de : Sue MacVeigh
- Directeur de la Photographie : George Folsey
- Directeur artistique : Cedric Gibbons
- Chef décorateur : Edwin B. Willis
- Chef costumier : Howard Shoup
- Musique : David Snell, Lennie Hayton
- Ingénieur du son : Douglas Shearer
- Montage : Conrad A. Nervig
- Année de la production : 1942
- Producteur : B.F. Zeidman
- Sociétés de Production : Metro-Goldwyn-Mayer (MGM), Loew's Incorporated
- Pays de production :  États-Unis
- Genre : Film policier, drame
- Format : 35 mm - 1.37:1 – Noir et blanc - Son : monophonique
- Durée : 73 minutes
- Date de sortie en salle : États-Unis  : mai 1942

## Distribution
- Van Heflin : Rocky Custer
- Patricia Dane : Mida King
- Cecilia Parker : Constance Furness ("Connie")
- Virginia Grey : Sue 'Butch' Custer
- Samuel S. Hinds : Roger Furness
- Sam Levene : Inspecteur Gunther
- Connie Gilchrist : Pearl Delroy
- Mark Daniels : David V. Henderson
- Horace McNally : Turk
- Tom Conway : Frankie Ciro
- Betty Wells : Delroy ("Baby")
- George Lynn : Paul Rinehart
- Roman Bohnen : Ramon
- Millard Mitchell : Détective Arthur Doolin

Acteurs non crédités
- Norman Abbott : L'homme qui siffle
- Arthur Q. Bryan : Médecin
- John Butler : Conducteur du train
- Tom Dugan : Eric Schneller
- Ralph Dunn : Policier
- Frank Ferguson : Détective 'Mike' McAdams
- Aileen Haley : Doll
- John Maxwell : Strom
- Sam McDaniel : Surveillant de nuit
- Roger Moore : Officier de Police
- Frank Moran : Louis 'Mileaway Louie' Scarpi
- Bert Roach : Tubby
- Robert Ryan : Lieutenant de police
- Walter Soderling : Légiste
- Arthur Space : Détective avec Doolin
- William Tannen : Employé de la gare
- Joe Yule : Machiniste